# Adolf Schwiening

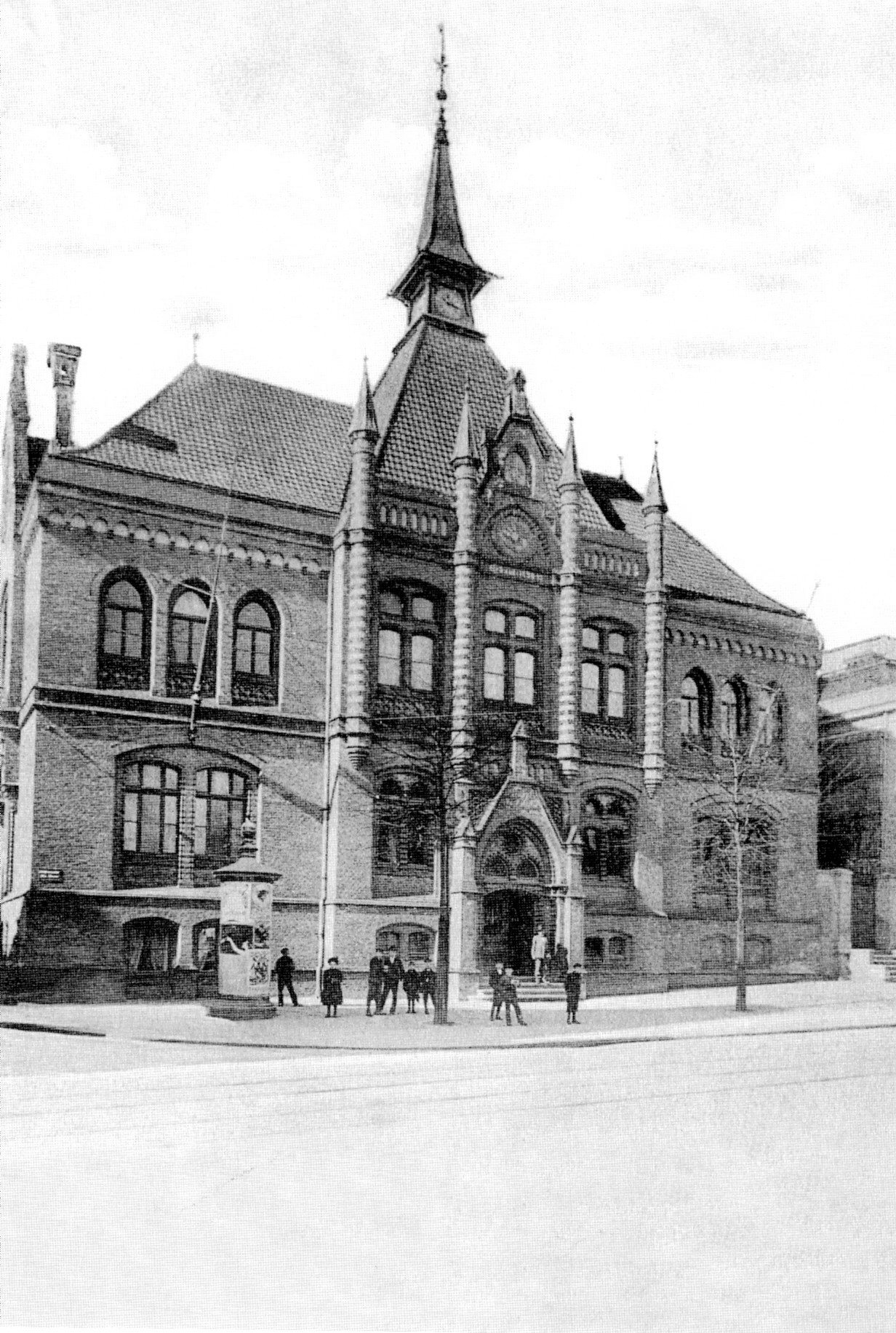
Hauptturnhalle (1891)

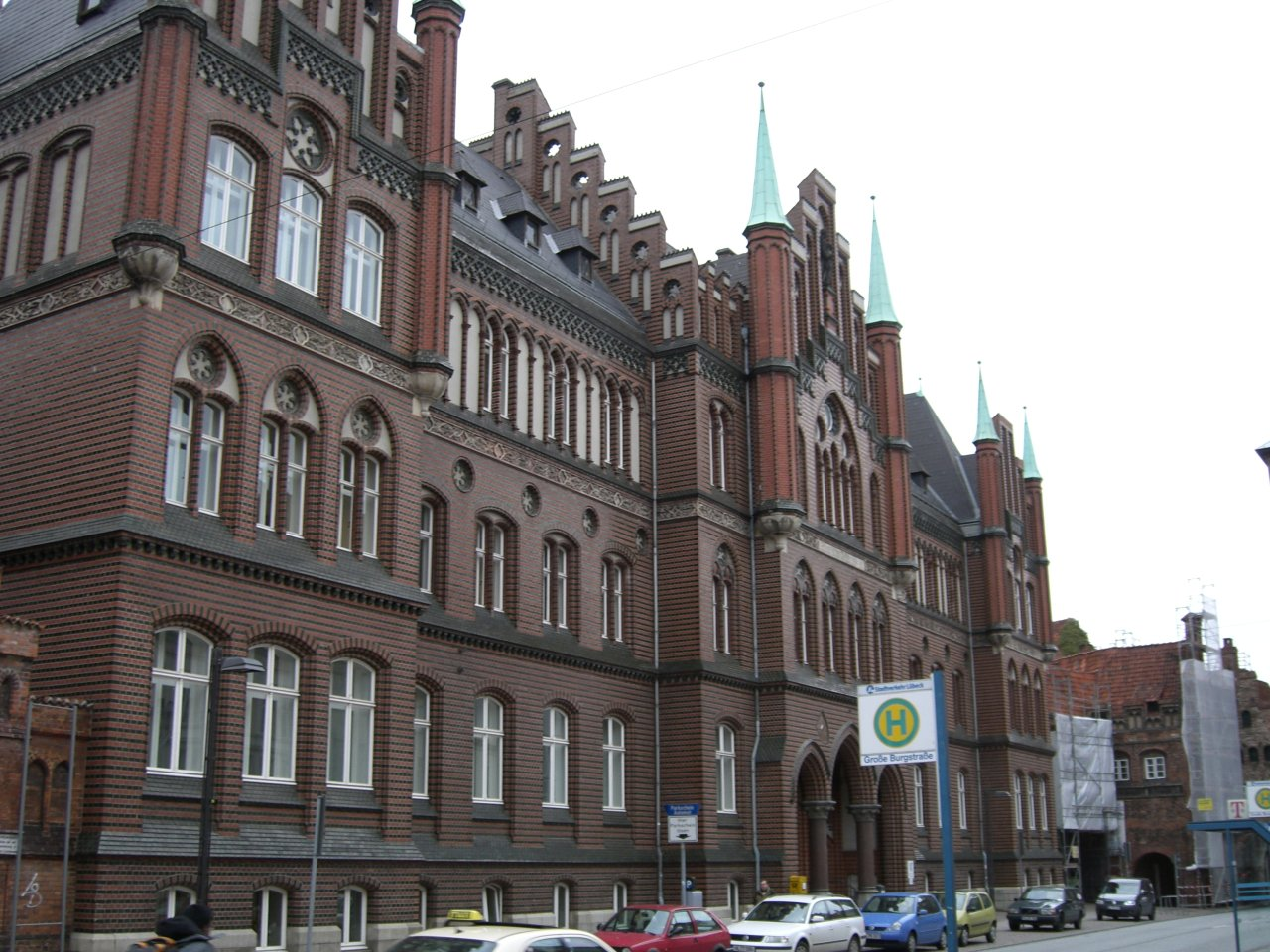
Gerichtsgebäude (1894/96)

Gustav Adolf Schwiening (* 15. Dezember 1847 in Hannover; † 26. September 1916 in München) war ein deutscher Architekt und Baubeamter.
1879 bis 1895 stand Schwiening im Dienst der Stadt Lübeck, ab 1888 als leitender Baudirektor und oberster Denkmalpfleger. Danach bis zu seinem Tod war er von 1895 bis 1916 Leiter des Stadtbauamtes in München. Er gehört zur so genannten Hannoverschen Schule, einer Spielart der Neogotik in Norddeutschland.

## Leben und Werk
Nach dem Studium der Architektur an der Polytechnischen Schule Hannover zwischen 1866 und 1870 war Schwiening zunächst von 1870 und 1875 im Büro von Conrad Wilhelm Hase tätig, der auch Professor an der Polytechnischen Schule war und die sog. Hannoversche Schule begründete. Er legte 1871 die Erste und 1877 die Zweite Staatsprüfung ab. Danach war er zunächst bei den preußischen Eisenbahndirektionen in Hannover und Elberfeld beschäftigt. 1879 trat er als Bauinspektor in den Dienst der Stadt Lübeck und wurde dort 1888 zum Baudirektor ernannt. Während dieser Zeit errichtete er eine Reihe von Gebäuden im neogotischen Stil, von denen heute nur noch die Hauptturnhalle in der Mühlenstraße und das ehemalige Gerichtsgebäude in der Großen Burgstraße die ursprüngliche Gestalt erkennen lassen, die lokale Elemente mit typischen Merkmalen der Hannoverschen Schule kombinieren. Darüber hinaus hat er umfangreiche Restaurierungs- und Umbauarbeiten insbesondere am Rathaus vorgenommen (Nordfassade, großes Treppenhaus, Bürgerschaftssaal, Börsensaal). 
Seine Arbeiten in Lübeck, die anfänglich auf viel Zustimmung stießen, gerieten nach seinem Weggang 1895 von Lübeck, bei dem er noch als „Erneuerer der alt-lübeckischen Baukunst“ gefeiert wurde, sehr schnell in die Kritik.
Ende 1895 kam er als Leiter des Stadtbauamtes nach München. Dort hat er nur noch wenige eigene Entwürfe gefertigt, sondern war bis zu seinem Tod 1916 entwurfslenkend für den Generalbebauungsplan, Kanalisation, Wasserversorgung, Straßen- und Brückenbau u. a. tätig.
Nach ihm war ein Platz in München, Stadtteil Berg am Laim, bis 1956 benannt.

## Werk (Auswahl)

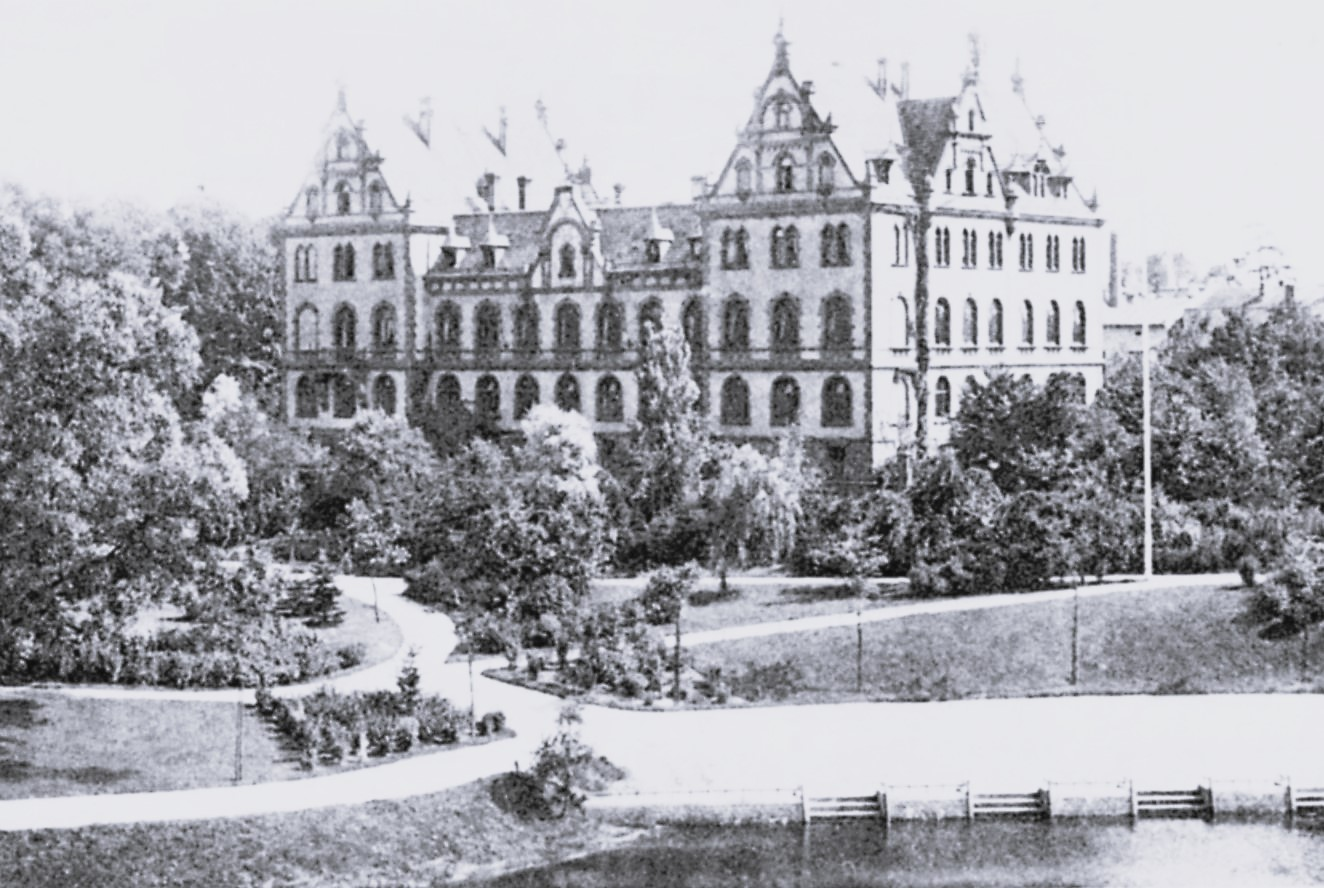
LVA Hansestädte, bis 1899 Hanseatische Versicherungsanstalt

- Katharineum zu Lübeck, Um- und Erweiterungsbau, 1874–1892
- Museum am Dom (Lübeck), 1889–1893
- Hanseatische Versicherungsanstalt, Sitz Lübeck erbaut 1893–1896 (ab 1900 Landesversicherungsanstalt der Hansestädte; 1890–1938)
- Feuerhaus, Wilhelmstraße, München (1900, gemeinsam mit Philipp Schwaab)
- öffentliche Bedürfnisanstalt, Schellingstraße, München (1901, gemeinsam mit Hartwig Eggers)
- Schulhaus, Schwanthaler Straße, München (1909, gemeinsam mit Robert Rehlen)
- Feuerhaus, Schulstraße, München (1911/1912, gemeinsam mit Richard Schachner)
- Schweineschlachthalle des Schlachthofes und ehem. Städtisches Brause- und Wannenbad, München (1912/1913, gemeinsam mit Richard Schachner)
- Viehmarktbank, München (1913/1914, gemeinsam mit Richard Schachner)

## Schriften
- Neuer Führer durch Lübeck mit besonderer Berücksichtigung seiner Bau- und Kunstdenkmäler. Herausgegeben nach den Bearbeitungen von Baudirector A. Schwiening, Regierungsbaumeister Max Grube, Dr. Th. Hach, Architekt Th. Sartori. Lübeck: Nöhring 1896